# Buckauer Tor

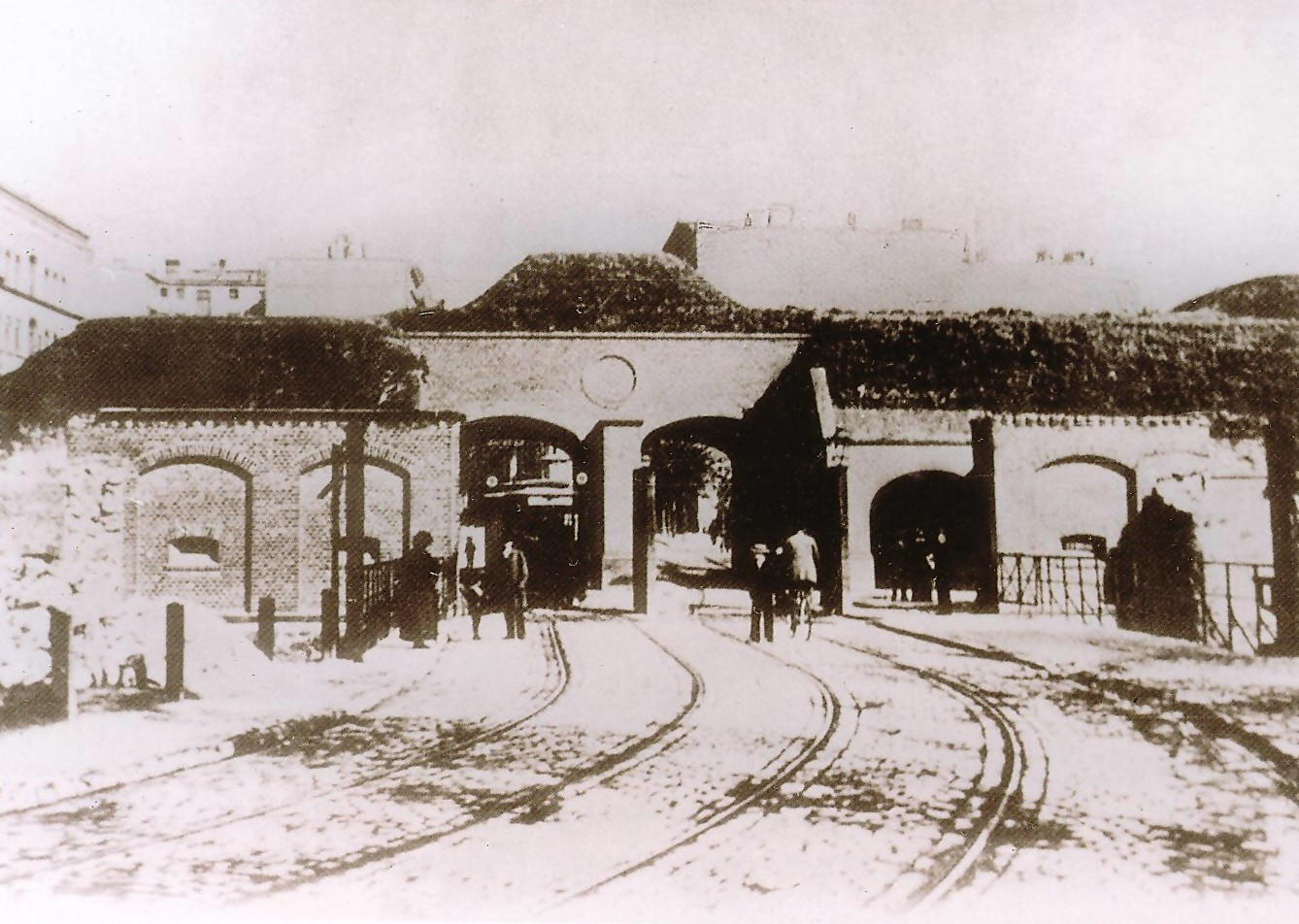
Buckauer Tor kurz vor dem Abriss im Jahr 1899, von Süden gesehen, im Hintergrund noch heute bestehende Bebauung der Sternstraße

Das Buckauer Tor war ein Straßentor der Festung Magdeburg. Es diente als Durchlass für den Verkehr zwischen Magdeburg und Buckau.

## Lage
Das heute nicht mehr bestehende Tor befand sich auf der Sternstraße unmittelbar südlich der Einmündung der heutigen Planckstraße. Direkt östlich der Toranlage befand sich das Fort Berge.

## Geschichte

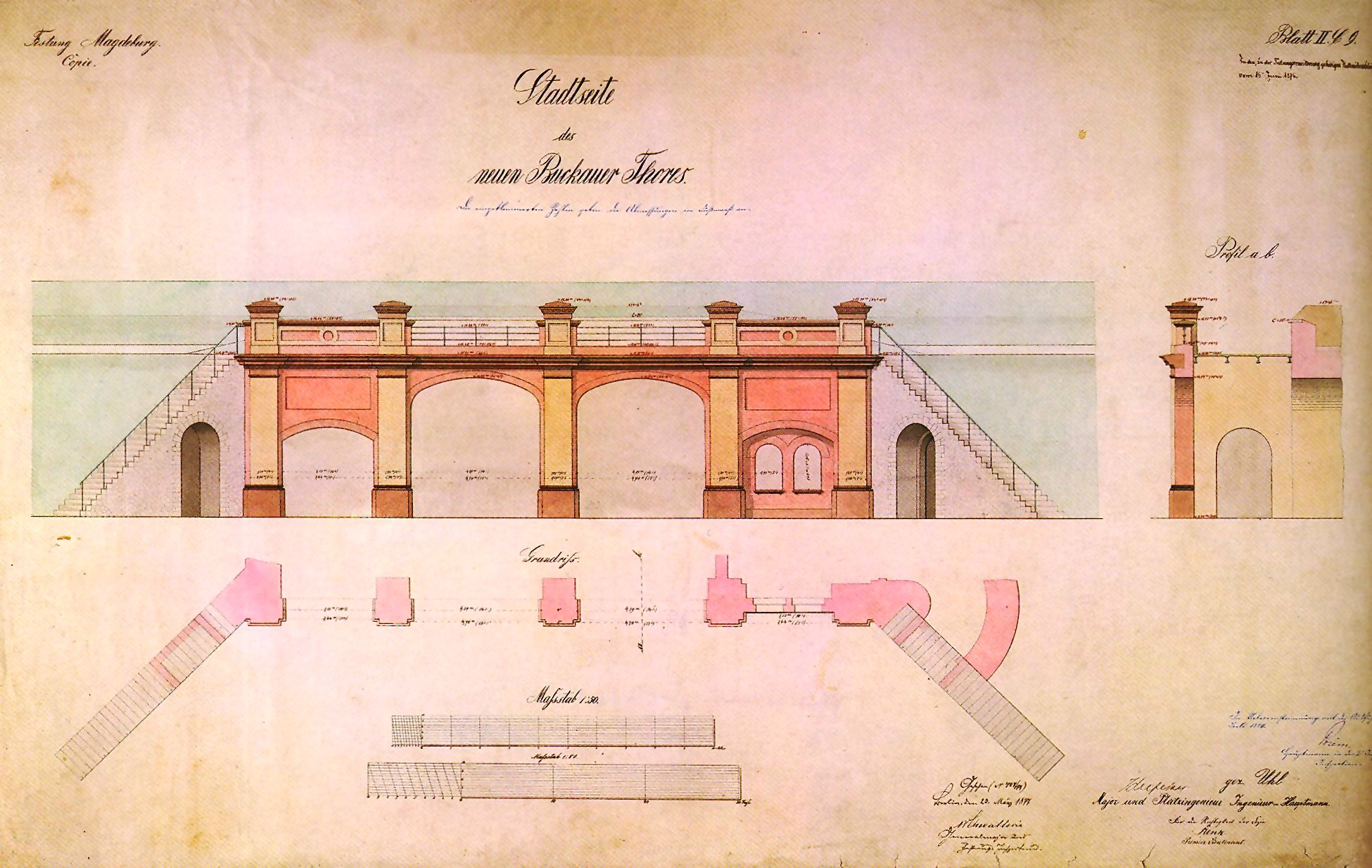
Zeichnung der Stadtseite des Buckauer Tors von 1876

In den Jahren 1870/71 erfolgte eine deutliche Erweiterung der bis dahin noch auf ihrer mittelalterlichen Ausdehnung beschränkten Stadt Magdeburg nach Süden und Westen. In diesem Zusammenhang wurden auch die in diesem Bereich ursprünglich befindlichen Festungsbauten verlegt. Das den südlichen Ausgang der Stadt darstellende Altes Sudenburger Tor wurde abgerissen. Als Ersatzbauten entstanden die deutlich weiter südlich gelegenen neuen Tore Neues Sudenburger Tor (Hallische Straße/Halberstädter Straße) und 1870/73 das Buckauer Tor. 1877 wurde durch das Tor auch eine zweigleisige Straßenbahntrasse gelegt. Eine Umgestaltung des Tores erfolgte in den achtziger Jahren des 19. Jahrhunderts.
Mit wachsendem Verkehr und aufgrund der veränderten Waffentechnik abnehmender Bedeutung der Festung wurde das Tor bereits 1899 wieder aufgegeben und abgerissen. In unmittelbarer Nähe des ehemaligen Standorts erinnert noch die Benennung einer Straße als Am Buckauer Tor an das ehemalige Festungstor.

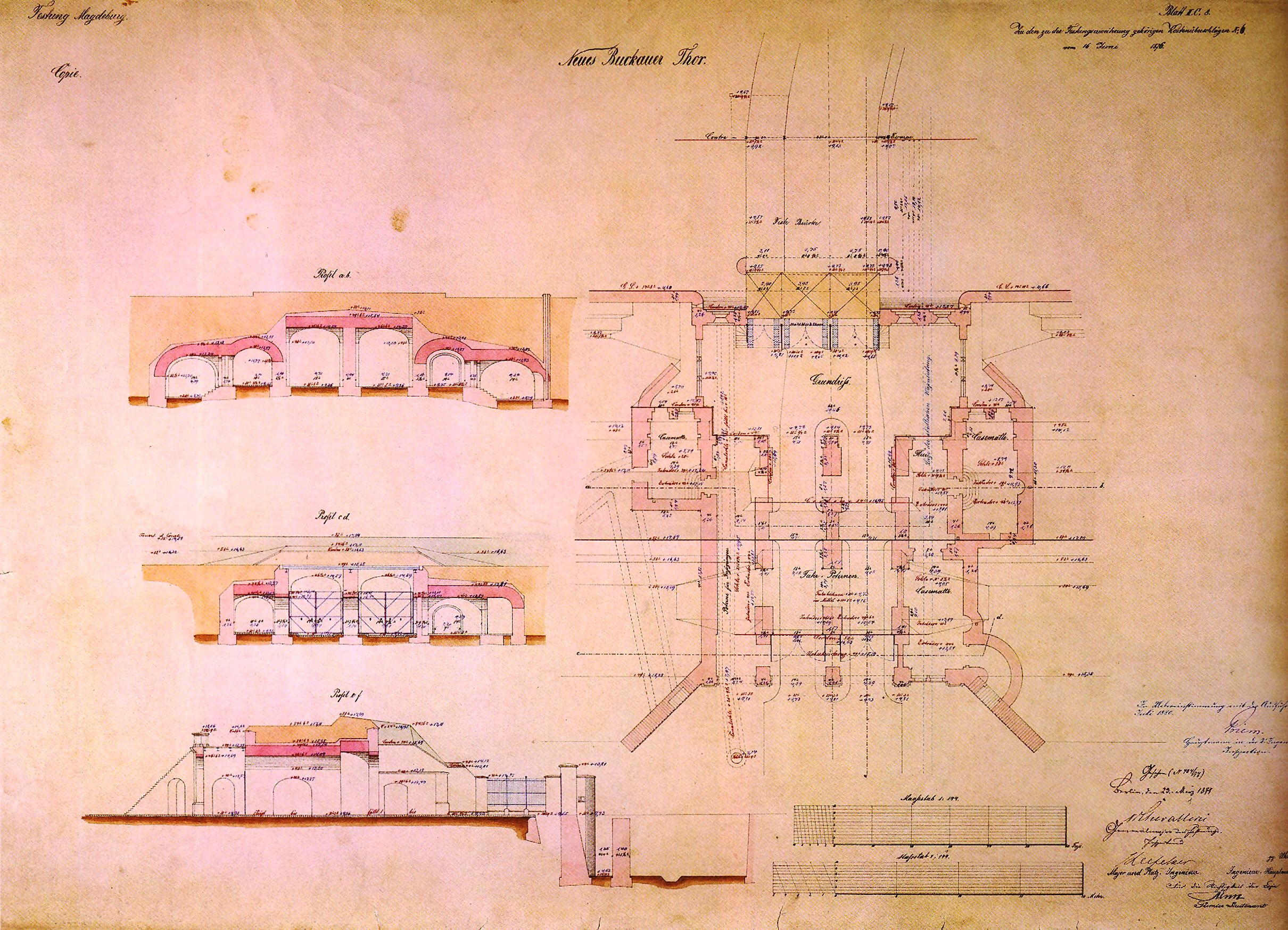
Grundriss und Schnitte des Buckauer Tors von 1876

## Architektur
Das in die Kurtine II-III eingebundene Tor verfügte auf der zur Stadt gewandten Seite über einen Vorplatz. An dessen Seite befand sich ein Torhaus sowie Flügelmauern. Auch auf der Außenseite befand sich zwischen Torhaus und Festungsgraben ein Platz. Er wurde von einer krenelierten Mauer begrenzt. Es bestanden Zugbrücken, die vom Torhaus aus bedient wurden. Über diese Zugbrücken floss der Verkehr dann durch die Außenwerke der Festung in Richtung Buckau. Außen wurde das Tor durch ein östlich der damaligen Schönebecker Straße in den Kamm des Glacis eingelassenes Blockhaus gesichert.
Das eingeschossige Torhaus war schlicht und fast symmetrisch gestaltet und wies eine Höhe von 8,73 Metern auf. Die Fassade war durch fünf mit Klinkern verkleidete Pfeiler gegliedert. Das Gesims war in profilierten Werkstein ausgeführt.
Es bestanden zwei gepflasterte Tordurchfahrten mit einer Breite von jeweils 4,71 Meter und ein Durchgang für Fußgänger mit einer Breite von 3,35 Metern. Die Durchlässe konnten mit Türen aus Stahlblech auf der Stadtseite verschlossen werden. Vor den Türen bestand eine Vorhalle.
Auf der Feldseite befand sich mittig das Magdeburger Stadtwappen. Es wurde vor dem Abriss des Gebäudes entfernt (siehe Fotografie). Der Verbleib des Wappens ist jedoch unbekannt.